# Royal Team Lamezia
La Royal Team Lamezia è una squadra di calcio a 5 femminile con sede a Lamezia Terme, militante in Serie A, il massimo Campionato italiano di calcio a 5 femminile.

## Storia
Fondata nel 2012. Nella stagione 2017-2018 vince il campionato di A2 e approda per la prima volta in Serie A. Vince nuovamente il campionato di Serie A2 nella stagione 2022-2023.

## Colori e simboli

### Colori
I colori della maglia della Royal Team Lamezia sono tradizionalmente il bianco e il verde, di stagione in stagione con fantasie diverse. La divisa in seconda è solitamente a tinta unica bianca con motivi verdi. Viene utilizzato anche il verde scuro.

### Simboli ufficiali
Lo stemma della Royal Team Lamezia è composto da una circonferenza a righe verticali bianche e verdi su cui si poggia una corona dorata.

## Strutture
La Royal Team Lamezia gioca le partite casalinghe nel palazzetto dello sport Alfio Sparti di Lamezia Terme, denominato anche Palasparti. La capienza totale dell'impianto ammonta a 600 posti.

## Società

### Organigramma societario
- Mazzocca Nicola - Presidente
- Mazzocca Vittorio - Vice Presidente
- Pulice Federico - Direttore generale
- Afonso Ferreira Vantressa - Dirig. con funzione tecnica
- Vezio Valentina - Dirigente accompagnatore
- Mazzocca Veronica - Consigliera

### Sponsor
Di seguito la cronologia di fornitori tecnici e sponsor del Royal Team Lamezia.
| Cronologia degli sponsor tecnici - 2023- Macron |

## Palmarès

### Competizioni nazionali
- Campionato di Serie A2: 2
  - 2017-18 (girone D)
  - 2022-23 (girone D)